# 359. Infanterie-Division (Wehrmacht)
Die 359. Infanterie-Division war eine deutsche Infanteriedivision im Zweiten Weltkrieg. 

## Geschichte

### Aufstellung
Die Division wurde am 11. November 1943 auf dem Truppenübungsplatz Mitte bei Radom im Generalgouvernement Polen aufgestellt. 

### Verlegung an die Ostfront
Die Einheit war hauptsächlich an der Ostfront eingesetzt. 

### Kapitulation
Am 7. Mai 1945 ergab sich die Einheit in Hauptmannsdorf bei Braunau in Böhmen der Roten Armee.